# Marina Zambelli
Marina Zambelli (Alzano Lombardo, 1º gennaio 1990) è una pallavolista italiana, centrale del Casalmaggiore.

## Carriera

### Club
La carriera di Marina Zambelli inizia nel 2003, nelle giovanili della Pallavolo Zogno. Nel 2004 passa alle giovanili del Bergamo dove resta per due anni. Nel 2006 entra a far parte della formazione federale del Club Italia, ma un anno dopo torna a giocare nel club orobico, questa volta inserita nella seconda squadra che disputa il campionato di Serie B1 e Serie B2 e nella formazione giovanile che nell'estate del 2008 vince la Girl League.
Fa il suo esordio in serie A1 nella stagione 2009-10, quando viene promossa in prima squadra col ruolo di centrale di riserva, vincendo anche la Champions League.
Nella stagione 2011-12, viene ingaggiata dal Santa Croce, in Serie A2, mentre nella stagione 2012-13 ritorna nuovamente a Bergamo, in Serie A1. Nell'annata 2013-14 si trasferisce per la prima volta all'estero nel Le Cannet, club militante nella Ligue A francese, dove resta per tre annate, con cui vince la Coppa di Francia 2014-15 e la Supercoppa francese 2015.
Nella stagione 2016-17 ritorna in Italia per difendere i colori del Neruda, in Serie A1, per poi passare, nell'annata 2017-18 al Casalmaggiore e in quella 2018-19 al Cuneo Granda, sempre in massima divisione.
Dopo un biennio a Cuneo, per l'annata 2020-21 viene ingaggiata dal Chieri '76, mentre in quella 2021-22 è al Casalmaggiore, ancora in Serie A1.

### Nazionale
Nel 2007, con la nazionale under 18, vince la medaglia di bronzo al campionato europeo; l'anno successivo viene convocata per il campionato europeo under 19, dove vince la medaglia d'oro e viene premiata per il miglior muro.
Nel 2011 viene convocata per la prima volta in nazionale maggiore.

## Palmarès

### Club
- Campionato italiano: 1

2010-11
- Coppa di Francia: 1

2014-15
- Supercoppa francese: 1

2015
- Champions League: 1

2009-10

### Nazionale (competizioni minori)
- Campionato europeo under 18 2007
- Campionato europeo under 19 2008

### Premi individuali
- 2008 - Campionato europeo under 19: Miglior muro